# 日本の農林水産業

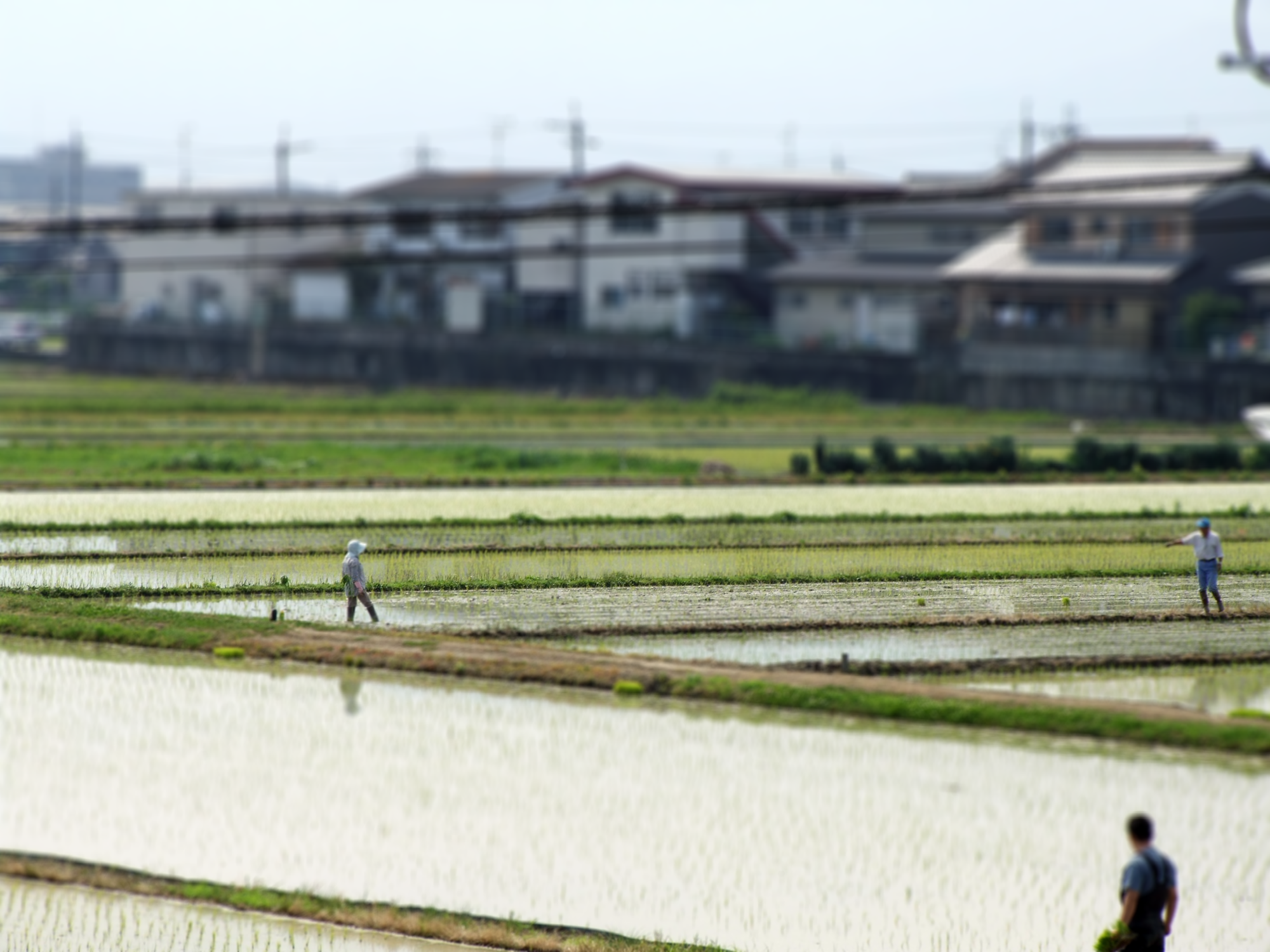
奈良県 田原本町 笠縫駅駅前に広がる田んぼ

日本の農林水産業（にほんののうりんすいさんぎょう）は、日本の農業、林業、水産業からなり、日本の鉱業とともに日本経済のうち第一次産業を構成している。これは2020年の国内総生産の約1.1％を占める。所轄官庁は農林水産省である。

## 農業
日本の土地は20％しか耕作に適さず、土壌では12.4％ だけが耕作に適しており、そして農業経済は手厚い助成保護を受けて営まれている。
主な作物は米であるが他にビート、サトウキビ、ジャガイモ、サツマイモ、小麦等も栽培されている。茶は南九州、四国、本州の各地で栽培されており、青森はりんごで有名。
日本は1940年代までは農業、林業、漁業が日本経済を支えていたが、その後は比較的重要度が薄れる（Agriculture in the Empire of Japanを参照）。19世紀後半（明治時代）には、農林水産業が雇用の80％以上を占めていた。農業における雇用は戦前期にも減少はしていたが、第二次世界大戦末期までは依然としてこのセクターが最大の雇用（労働力の約50％）であった。戦後統計で1965年に23.5％、1977年には11.9％、そして1988年には7.2％にまでさらに減少。その農家も1980年代後半には85.5％が農業以外の職業にも従事する兼業農家であった。
従事者の減少に伴って国民経済における農業の重要性はその後急速に低下し続け、1975年から1989年でGNPの農業の占める比率は4.1％から3％へと下がり、2020年のGDPでは約0.9％まで減少した。

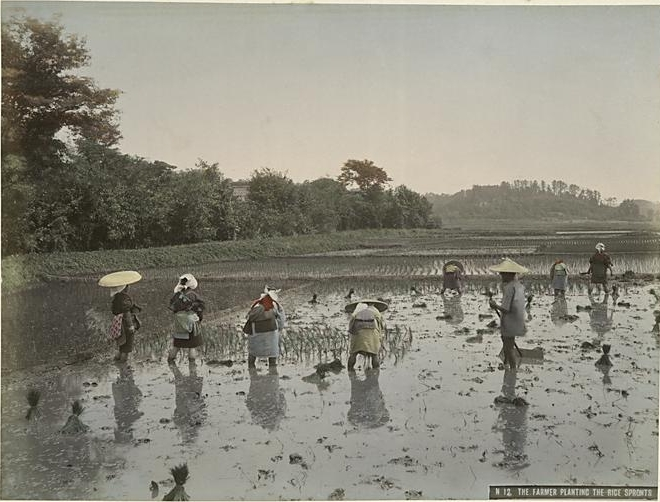
1890年代の稲作。この光景は、日本の一部の地域では1970年代までほぼ変わらず

1950年代に始まった日本の経済成長により、農家は収入と農業技術の両面で世界的にかなり遅れをとっていた。彼らは生産者米価の高価格が保証されているという政府の食料管理政策に惹かれ、自分たちが栽培選択したあらゆる作物の生産量を増やすよう奨励された。その結果農家は自分たちの耕作地を田に変えてまで米の大量生産者と化した。1960年代後半には生産技術も向上したため耕作面積が拡大、単位面積当たりの収量が増加した結果、生産量を1,400万トン以上に膨らませていた。
その後の農家は3つのタイプに分けられる。専業農家（1988年で420万農家のうち14.5％、1965年の21.5％から減少）、農業から収入の半分以上を得ている第一種兼業農家（1965年の36.7％から1988年には14.2％まで減少）、そして主に農業以外の仕事に従事している第二種兼業農家（1965年の41.8％から1988年に71.3％へ増加）である。以降ますます多くの農家が非農業活動に転向するにつれて、農家は減少した（1975年の490万戸から2020年の175万戸へ）。減少率は1970年代後半から1980年代にかけて鈍化したが、農業従事者の平均年齢は1980年までに51歳まで上昇、平均的な工業労働者より12歳をも年上である。なお、歴史的にも今日でも女性の農業従事者は男性のそれよりも多く 、2011年の政府のデータによると、件数であれば新アグリビジネス事業の4分の3以上が女性によるものだったという 。

### 土地不足

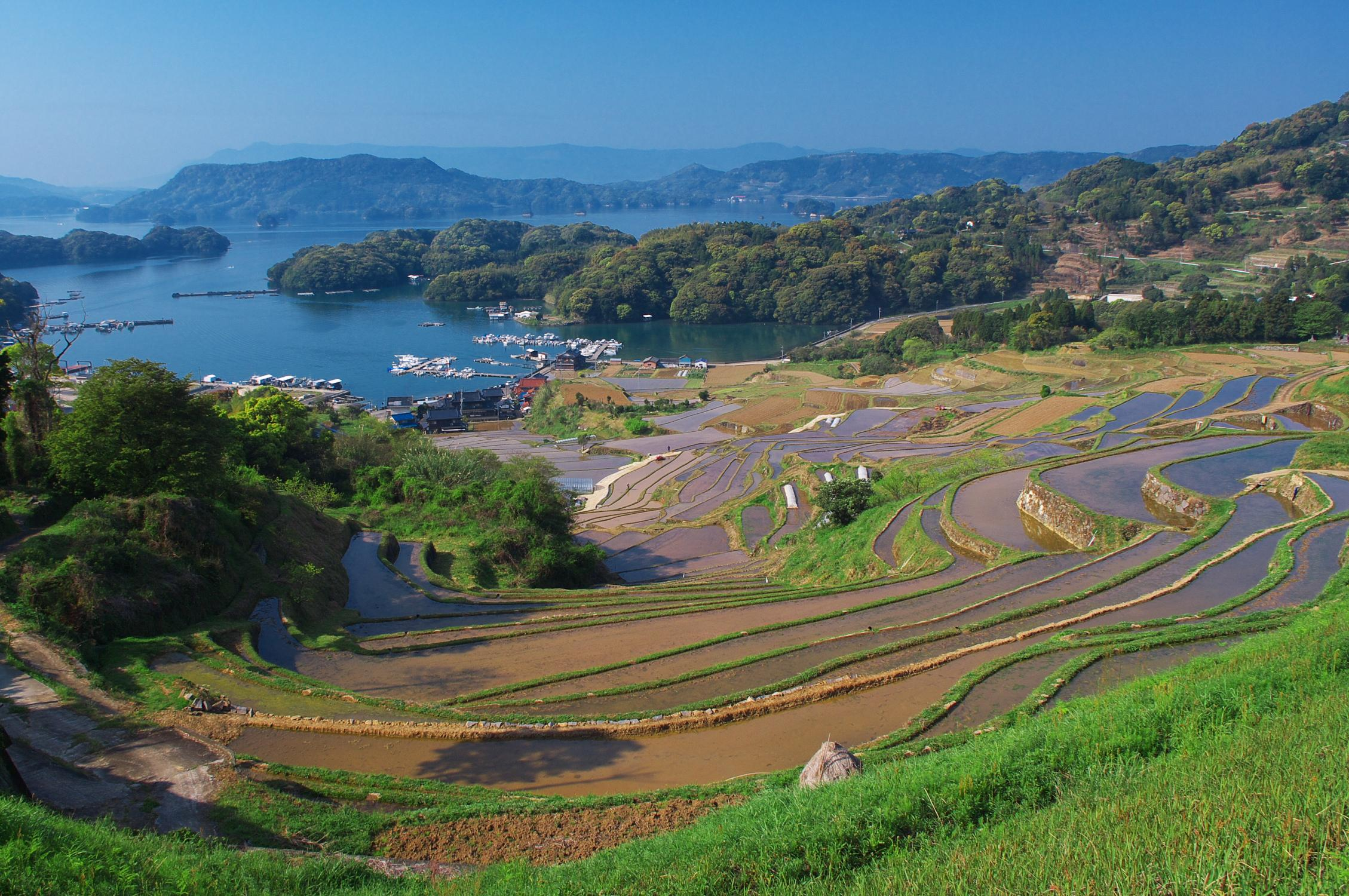
耕作地が不足しているため、何世紀にもわたって棚田栽培は日本の主要な栽培技術の1つ。

日本の農業の最大の特徴は農地不足であり、耕作中の49,000平方キロメートルは、1988年時点の総土地面積の13.2％にすぎない。しかし、土地は集中的に耕作され田んぼの平野、段差のある斜面、湿地や沿岸の湾など、田園地帯の大部分を水田が占めている。水田以外の農地はテラスと緩斜面を共有、秋には小麦と大麦、夏にはサツマイモなど季節野菜、一部では陸稲が育てられている。連作が一般的で、そうした作物では豆類とエンドウとを交互に耕作がなされている。
日本の農業は、耕作可能な土地の少なさや農業収入の減少など、さまざまな制約に対処しなければならないために長年弱いセクターとして認識されてきた。余剰米の問題は、過去大規模な稲作の失敗でさえも備蓄資源生産量の25％以上を減らすということはなかったが1970年代から1980年代にかけての日本人の食事環境の大幅な変化によってさらに悪化をたどる。1990年統計では、日本の農産物は67％が自給自足で、穀物と飼料で需要の約30％を供給していた。
農地を統合し生産性を向上させる試みとして「農地中間管理機構（農地バンク）」が地方の農業委員会の改革も含め改革パッケージの一部として導入される。これについてイェンツシュは「改革案は、農地の統合で企業を含む農業経営体の農業従事者によって合理化することになる」としている 。

### 畜産業

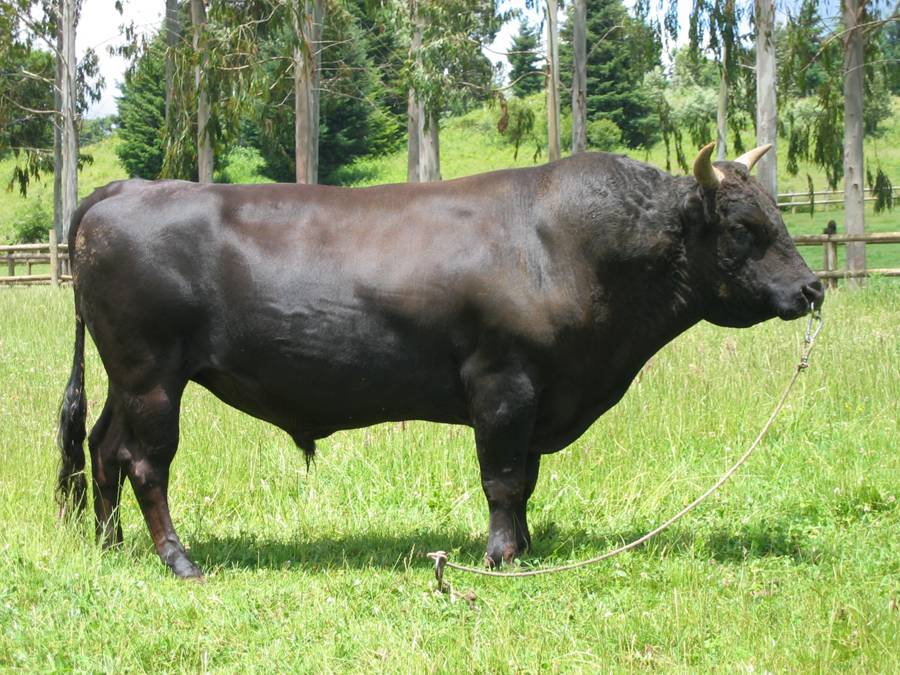
和牛、日本で牛肉の最重要品種を表すのに使われる用語。

畜産業は広義では農業に含まれる。日本の畜産業はもともと小規模で、1900年代に牛肉需要が高まり、農家はしばしば酪農から神戸牛などの高品質（そして高コスト）牛肉生産へとシフトしていった経緯がある。1980年代を通じて牛肉の国内生産は需要の半分を超えていた。1991年、アメリカからの強い圧力の結果として、日本は柑橘類とジャガイモ同様に牛肉も輸入割当を受けていた。農家の25％が酪農場を営んでいる北海道では乳牛が多くいるが、岩手などの東北の他、東京や神戸など大都市近郊でも乳牛が飼育されている。一方肉牛は主に本州西部と九州に集中している。豚は食料のために飼育されている最古の家畜動物であり、国内いたるところに見られ、豚肉は最も人気のある肉である。
アメリカやカナダからの牛肉は、それぞれの国々での初期BSE発生以降輸入禁止措置がなされたので、輸入牛肉のほとんどはオーストラリアからのものである。これらの禁止は2006年には解除がなされた。
日本の家畜農家の数は、主に高齢化と後継者の不足のために廃業する数が増えているために、減少している。それにもかかわらず、農家ごとの家畜の数は増えている 。
乳製品については、2015年の生乳生産量は、放牧地の牛1頭あたりの乳量が増加したことにより、前年比1.0％増の741万トンとなったが、放牧牛の数が減っている。また、2015年の肉牛生産量の減少により、肉牛生産は前年比5.4％減の47万5000トンとなった。なお子牛の取引の価格は高く、豚肉と卵の生産は近年概して変化していない。しかし、健康分野での認知度の高まりにより、鶏の生産は記録的な水準（1,517,000トン）に達した 。
20世紀初頭、日本は世界最大の生糸生産国であったが、1929年の約40万トン、221万戸からカイコの生産量は劇的に減少した。2016年の養蚕は約130トン、349戸である 。

## 林業
日本の三分の二の土地は森林であり、日本の森林の40％がスギやヒノキなどの植林がなされている。主に太平洋戦争後に建材製造の目的で植えられたものであるが、日本が急速な経済成長を遂げて以降、建材が木材から鉄筋コンクリート等に切り替えられていく。そのうえより安価な輸入木材は、急斜面で生産される国産木材および高い日本の労働コストと比較して、より魅力的な資材と化していった。今日、多くの植林は密度が高すぎて間伐が必要と化している。

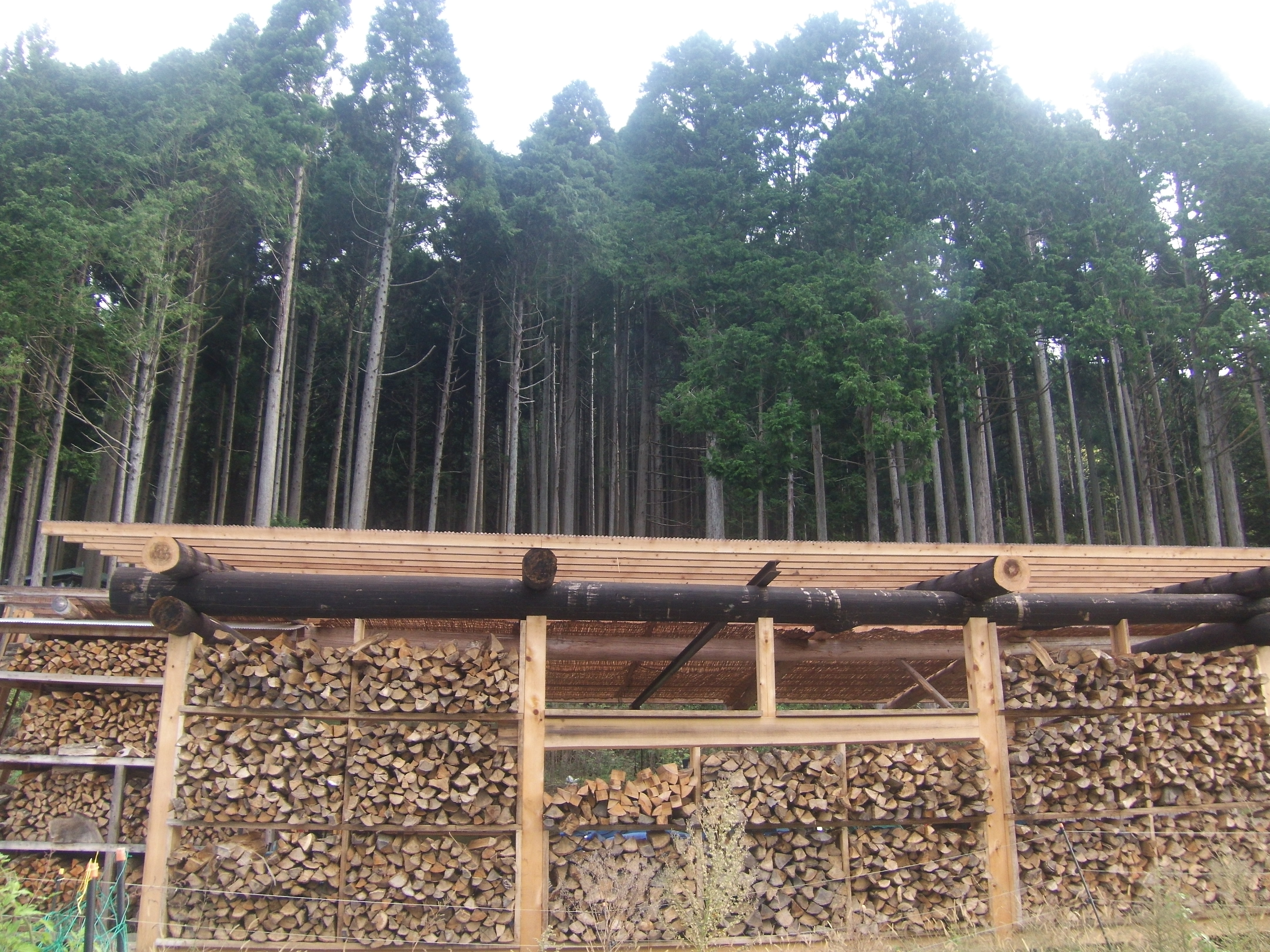
上質の材、スギ（ 北山杉 ）

2015年には、日本の林業産業が生産している木材の生産量は2005万m 3で、林業は日本のGDPの0.04％を占めており、そのうち半分はキノコ生産である。
国の森林資源は豊富ではあるが、大規模な木材産業を支えるためには十分に活用がなされていない。 日本の森の245,000km2のうち、198,000   km2が活動的な森林として分類される。林業は農家や中小企業にとってパートタイム活動で、全森林の約3分の1は政府によって所有されている。北海道、青森県、岩手県、秋田県、福島県、岐阜県、宮崎県、鹿児島県で最も木材の生産量が多い 。近年、日本の木材需要は2009年に史上最低に達した後回復の兆しを見せているが、まだ2008年の水準に戻ってはいない。現需要は2492万m3の国内生産と5,024万m3の輸入でカバーしている 。使用目的に関しては、木材の需要の約40％と国内需要の50％以上が建設によるもの（日本では、新築物の約半分が木造建築） 。

## 水産業
1973年のエネルギー危機（オイルショック）後、日本の深海漁業は減少し、1980年代の年間漁獲量は平均200万トンであった。1980年代後半には、国内の漁獲量の平均50％を海外の漁業が占めていたが、その間、漁獲量は上下を繰り返した。1986年と1987年の沿岸漁業は、北部漁業よりも漁獲量が少なかった。日本全体の漁獲量は、1980年代後半になって成長が鈍化。対照的に、日本の水産物の輸入は1980年代に大幅に増加し、1989年には約200万トンであった。

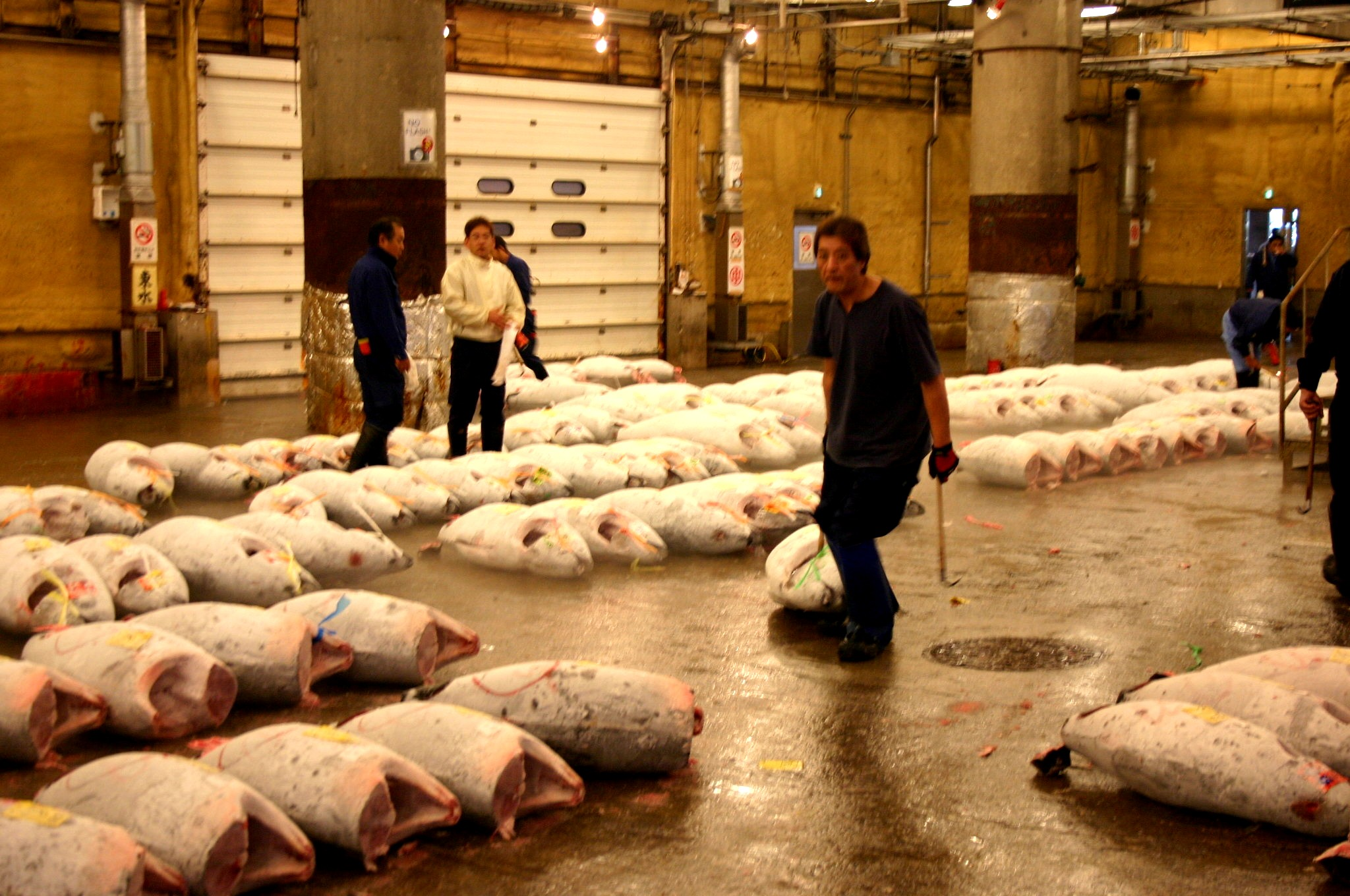
築地魚市場でのマグロオークション

国内外の日本の漁業取引市場は、東京の築地市場→豊洲市場を中心としている。東京は、新鮮で冷凍、加工されたシーフードにおいて世界最大の卸売市場のひとつである。
日本はまた 養殖の技術を大いに進歩させてきた。このシステムでは、人工授精などの孵化技術を使って魚や貝を繁殖させ、それらを川や海に放流し魚介類が大きくなると捕獲される。サーモンなどはこのように育てられる。
日本では九州に南西の長崎を含め2,000以上の漁港があり、北海道では小樽・釧路・網走、本州の太平洋沿岸の主な漁港には三陸沿岸の八戸、気仙沼、石巻、そして首都圏の東と南にそれぞれ銚子、焼津、清水、三崎がある。
日本は世界でも数少ない捕鯨国のひとつであり、国際捕鯨委員会の一員として日本政府は自国の漁船が国際漁獲枠での捕獲制限を誓約したが、マッコウクジラの捕獲には一時停止を設定する協定に署名しなかったことで国際的な反発を招いた。現在日本は南極を取り巻く海でミンククジラについての「調査捕鯨」を実施している。
日本で最も大きい漁業会社のうちの2つは日本水産とマルハニチロである。それぞれが1万人以上の従業員を雇用し、世界中に子会社を所有している。
最新のデータによると、2015年の日本の漁業・水産養殖地の生産量は469万トンで、前年より8万トン減少。海洋漁場の生産量は17万トン減少して355万トンであった。日本のイワシとカレイが増加した一方で、イカナゴ系と真鯒系は減少したが水産養殖は80,000トン増加して107万トンになった。海藻類の漁獲量も同様に増加。内陸漁業および水産養殖地域の生産量は5,000トン増加して69,000トンに達した 。
売上的には2015年の全国漁業・水産養殖業の生産高は、2014年比で876億円増加し、1兆5,916億円となった。海上漁業ゾーンは1兆1,111億円で、前年度比343億円の増加となったほか、海洋養殖は4,869億円となり、前期比426億円の増益。内水産養殖も103億6千万円となり、107億円の増加となる 。

### 政府の見解
水産庁は、政府によって2007年に基本漁業計画が策定され水産業の全体的回復を促進することで長年にわたる強力な漁業と漁業慣行の確立に取り組んでいる、と主張している。これは、漁業資源の調査と研究の促進、国際水域での国際資源管理の促進、国際漁場内での国際協力の促進、および養殖を促進して内陸水域でのすべての水生生物の生育環境の改善によって同時に達成できるとしている。これは高度な漁業資源の回復と管理を含め、さまざまなフェーズで構成されている。
その他の優先事項として、新しい職場に必要な技術を取り入れること、あるいは知的財産を創造し利用することにかかわらず、漁業活動を改善するための新しい技術を開発し続けることが含まれている。また、リストの一番上にあるのは漁業労働産業団体の再編成である。日本政府は省エネ型オペレーティングシステムの導入など、燃料消費量を削減するために必要な機器の購入支援によって、漁業運営者グループを支援しているが、水産業で強い労働力を維持するために大学生に可能性のあるキャリアパスとしてこの産業に目を向けるよう奨励するプログラムを提供している。これには固定網漁や水産養殖を体験する機会を提供する支援活動が含まれており、また日本の漁業界で世界に広く認められている企業への就職セミナーを開催しながら、将来の従業員に世界中の漁業からの就職情報を提供している。水産業でのキャリアを計画している個人のために政府主催のオンサイトトレーニングプログラムも用意している。
日本の漁業は日本の水産庁によって管理されている。
水産庁は、漁業政策計画部、資源管理部、資源開発部、漁港部の4つの部署に分かれており、そのうち漁業政策計画部は、漁業に関する政策の計画と組織に付随するすべての管理事項を担当している。資源管理部は日本の漁業の継続的発展を計画担当している。資源開発部は漁業分野の科学的研究開発を担当している。漁港局は漁港といった漁業生産活動の拠点、水産物の流通と加工の拠点を担当している。

### 日本の漁の一例
- アユ釣り
- 渓流漁業一種であるテンカラ釣り
- 洋上加工船（Factory ship）
- 人工珊瑚 - 海岸線での持続可能な漁業活動を増やすために活用
- ドルフィンドライブ狩猟

### 文学
2008年に、小林多喜二のA Crab Canning Boat（『蟹工船』）は、過酷な条件下で残酷な船長に立ち向かうことを決心した1929年発表のマルキスト小説であり、この小説を働く貧しい人々と結びつける広告キャンペーンのおかげで驚きのベストセラーとなった 。

### 引用
1. ↑  “Giappone - Scheda Paese”.  De Agostini Geografia. 18 aprile 2018閲覧。
2. ↑  “GDP（国内総生産）に関する統計”. 2024年6月30日閲覧。
3. ↑  Iijima 2015, p. 1.
4. ↑  Kakuchi, Suvendrini (2013年6月26日). “Agriculture Leans on Japanese Women”. Inter Press Service 2016年11月9日閲覧。
5. ↑  Jentzsch, Hanno (2017). “Abandoned land, corporate farming, and farmland banks: a local perspective on the process of deregulating and redistributing farmland in Japan”. Contemporary Japan 29 (1):  31–46. doi:10.1080/18692729.2017.1256977.
6. ↑  Summary of the Annual Report on Food, Agriculture and Rural Areas in Japan, 2017 & p. 21.
7. ↑  Summary of the Annual Report on Food, Agriculture and Rural Areas in Japan, 2017 & p. 21.
8. ↑  Watanabe, Michio (13 aprile 2018). “Vast, bioclean Kumamoto silkworm factory aims to revive Japan's sericulture sector” (英語). The Japan Times 20 aprile 2018閲覧。
9. ↑  “Annual Report on Forest and Forestry in Japan”. 2015年2月26日閲覧。
10. ↑  Ronald E. Dolan; Robert L. Worden (1992). “Agriculture, Forestry, and Fishing” (英語). Japan: A country study. Washington D.C.: Biblioteca del Congresso
11. ↑  Annual Report on Forest and Forestry in Japan, 2017 & p. 17.
12. ↑  Annual Report on Forest and Forestry in Japan, 2017 & p. 18.
13. ↑  White Paper on Fisheries, 2017 & p. 12.
14. ↑  White Paper on Fisheries, 2017 & p. 12.
15. ↑  Japan economy angst boosts sales of Marxist novel, Reuters, Aug. 11, 2008
16. ↑  KOBAYASHI, T. (1933). The cannery boat. New York, International publishers.